# Andrés Ríos
Andrés Ríos, né le 1er août 1989 à Buenos Aires, est un footballeur argentin. Il joue au poste d'attaquant.

## Biographie
Le 22 juillet 2010, Andrés Ríos est prêté un an avec option d'achat au Wisła Cracovie, club de première division polonaise qualifié pour la Ligue Europa. Plus d'une vingtaine de matches plus tard, disputés pour la plupart en tant que remplaçant, Ríos retourne en Argentine avec un titre de champion en poche.

## Palmarès
- Champion d'Argentine : 2008 (Clausura)
- Champion de Pologne : 2011